# Agamennone Arcipreti
Agamennone Arcipreti (Perugia, ... – Perugia, 5 settembre 1495) è stato un condottiero italiano, impegnato politico perugino, sostenitore della famiglia Oddi.

## Biografia
Nato verso la metà del Quattrocento da Cesare Arcipreti, Agamennone fu un acceso sostenitore del partito degli Oddi, famiglia nobile perugina, la quale aveva intenzione d'impossessarsi del controllo su Perugia, che allora era tenuta dai Baglioni.
Agamennone entrò a far parte della famiglia Oddi con il matrimonio con Costanza, figlia di Sforza degli Oddi e Isabetta Baglioni; partecipò attivamente agli scontri avvenuti tra il 28 ed il 30 ottobre 1488, quando, nella strade di Perugia ci fu una vera e propria guerriglia: infatti i due partiti arrivarono alla guerra, con Agamennone che vide schierarsi, in campo nemico, suo fratello Girolamo (detto Della Penna). Le sorti delle battaglie furono avverse all'Arcipreti, che fu costretto, insieme a tutti i suoi compagni, all'esilio da Perugia. Quando Agamennone venne raggiunto dall'ordine di esilio, l'8 febbraio 1489, la sua reazione fu coerente al suo stato di ribelle: egli infatti non solo si fece consegnare dal messo tutti gli ordini di confino per i suoi compagni, ma costrinse l'ambasciatore a mangiare quello destinato direttamente a lui, su cui era scritto che avrebbe dovuto essere relegato a Firenze. Procedette così all'occupazione di molti castelli, ma visto il mancato appoggio e l'intervento del Papa in favore dei Baglioni, l'Arcipreti dovette accettare il confino impostogli da Innocenzo VIII, cosa che avvenne il 12 aprile 1490.
Il 6 giugno 1491 organizzò una nuova spedizione contro Perugia, che prevedeva che un gruppo di uomini suoi soldati partisse alla volta della città umbra prima di lui, che poi sarebbe arrivato per dare il colpo di grazia ai difensori: ma così non fu, perché i Baglioni riuscirono a sconfiggere le prime milizie, e Agamennone, arrivando, trovò una città imprendibile. Il tentativo a lui fatale, Agamennone lo fece nella notte tra il 4 e il 5 settembre 1495, quando, con l'appoggio anche delle città di Siena, Foligno e Assisi, entrò in Perugia alla testa di un esercito nutrito, e, mentre stava duellando con Astorre Baglioni, viene ucciso, forse per mano dello stesso Baglioni.